# شهرستان غربی
شهرستان غربی (به لاتین: Ouest Department) یک شهرستان در هائیتی است.

## خصوصیات
شهرستان غربی ۴٬۹۸۲٫۵۶ کیلومترمربع مساحت و ۴٬۰۲۸٬۷۰۵ نفر جمعیت دارد.